# Championnat de France de tir à l'arc en intérieur
 (mai 2023).
 (mai 2023).
La mise en forme du texte ne suit pas les recommandations de Wikipédia : il faut le « wikifier ».
Les points d'amélioration suivants sont les cas les plus fréquents. Le détail des points à revoir est peut-être précisé sur la page de discussion.
- Les titres sont pré-formatés par le logiciel. Ils ne sont ni en capitales, ni en gras.
- Le texte ne doit pas être écrit en capitales (les noms de famille non plus), ni en gras, ni en italique, ni en « petit »…
- Le gras n'est utilisé que pour surligner le titre de l'article dans l'introduction, une seule fois.
- L'italique est rarement utilisé : mots en langue étrangère, titres d'œuvres, noms de bateaux, etc.
- Les citations ne sont pas en italique mais en corps de texte normal. Elles sont entourées par des guillemets français : « et ».
- Les listes à puces sont à éviter, des paragraphes rédigés étant largement préférés. Les tableaux sont à réserver à la présentation de données structurées (résultats, etc.).
- Les appels de note de bas de page (petits chiffres en exposant, introduits par l'outil «  Source ») sont à placer entre la fin de phrase et le point final[comme ça].
- Les liens internes (vers d'autres articles de Wikipédia) sont à choisir avec parcimonie. Créez des liens vers des articles approfondissant le sujet. Les termes génériques sans rapport avec le sujet sont à éviter, ainsi que les répétitions de liens vers un même terme.
- Les liens externes sont à placer uniquement dans une section « Liens externes », à la fin de l'article. Ces liens sont à choisir avec parcimonie suivant les règles définies. Si un lien sert de source à l'article, son insertion dans le texte est à faire par les notes de bas de page.
- La présentation des références doit suivre les conventions bibliographiques. Il est recommandé d'utiliser les modèles {{Ouvrage}}, {{Chapitre}}, {{Article}}, {{Lien web}} et/ou {{Bibliographie}}. Le mode d'édition visuel peut mettre en forme automatiquement les références.
- Insérer une infobox (cadre d'informations à droite) n'est pas obligatoire pour parachever la mise en page.

Pour une aide détaillée, merci de consulter Aide:Wikification.
Si vous pensez que ces points ont été résolus, vous pouvez retirer ce bandeau et améliorer la mise en forme d'un autre article.
Le championnat de France de Tir à l'Arc en intérieur est une compétition individuelle opposant les archers par catégories d'armes, d'arcs et de sexes. Elle se déroule à 18 mètres en salle, à la fin de la saison salle, dernier week-end de février pour les jeunes et premier week-end de mars pour les Elites et les adultes.

## Le championnat
Le championnat se déroule en deux étapes : les qualifications et les matchs.

### Les qualifications
Les qualifications se font sur 2 fois 10 volées de 3 flèches. Qui fera un total de point sur 600. Les archers tirent sur des trispots (trois spots alignés, équivalents aux zones centrales du blason de ø40 cm), ils doivent mettre une flèche par spot. Les archers ont 120 secondes (2 minutes) pour tirer leurs trois flèches. Ils tirent en alterné, AB-CD, 4 archers sont sur la cible, un trispot par archer, les archers A et B tirent, puis C et D. La volée suivante, les archers C et D tirent, puis A et B. Les points sont comptés à la fin de chaque volé par les 4 archers de la cible.
Après l'étape des qualifications, les archers sont classés, par catégories, en fonction du total de leurs points.

### Les matchs
Les archers s'affrontent en duel, dons un arbre de tournois par élimination directe. Les quotas du nombre de qualifiés à ce tournois est définis en amont du championnat.
Les points se comptent différemment selon la catégorie d'arme. Pour les archers barbow et classiques, les points se comptent en sets, le premier a marqué 6 points remporte le match. Le gagnant du set marque 2 points, le perdant n'en gagne pas, en cas d'égalité les deux participants gagnent 1 points. Pour les archers poulies, les points se comptent par les points de la volée, sur 5 volées de 3 flèches. A la fin du match est annoncé le gagnant.
En cas d'égalité, un flèche de barrage est tiré. Une flèche par archer, dans le spot choisi par l'arbitre. La meilleure des deux flèches remporte le match.

## Les catégories

### Par âges, niveaux et sexes
Les catégories sont faites par tranche d'âge et distinguées par le sexe de l'archer.
Les jeunes peuvent concourir dès l'âge de 11 ans (U13). Sont considérés comme jeunes, les U21 (de18 à 20 ans), U18 (de 15 à 17 ans), U15 (de 13 à 14 ans) et U13 (11 à 12 ans).
Les adultes sont divisés en trois catégories d'âge. Les S1 de 21 à 39 ans, les S2 de 40 à 59 ans et les S3 de 60 ans et plus.
Les Elites sont des adultes déjà performants au niveau international. Ils concourent en scratchs, c'est-à-dire que les catégories sont faites par armes et sexes, l'âge, n'est pas pris en compte.
Les Para-archer pratique le para-tir à l'arc. Les para-archers sont des archers possédant un handicap qui affecte leur pratique. La classification de ces archers est déterminée par les difficultés liés au handicap. Pour assurer une certaine équité, des aides sont mises en places et des catégories de tir sont créées. Il existe deux catégories de handicaps à la Fédération française de tir à l'arc : les handicapes locomoteurs et les handicapes sensoriels. Ces deux handicaps sont pris en compte dans les catégories en fonction des handicapes et de la difficulté qu'ils apportent aux archers pour tirer. Le para-tir à l'arc est sous la délégation de la FFTA depuis avril 2022, jusqu'à présent sous l'égide de la Fédération Française Handisport.

### Par armes
Arc classique (ou Olympique) : c'est un arc recourbé moderne, ayant plusieurs accessoires tels que les stabilisateurs avant (1) et latéraux (2), un viseur, un clicker, un bouton berger réduisant l'ondulation horizontale de la flèche, etc. C'est le seul arc accepté aux Jeux Olympiques.
Arc nu (Barebow) : c'est un arc classique qui ne doit avoir ni système de visé ni stabilisation. Il a tout de même un repose-flèche et bouton berger pour la sortie de flèche. Des poids peuvent être rajoutés sur la poignée mais sans système d'absorption de vibrations. voir l'article Arc barebow.
Arc à poulies : cet arc possède un système de poulies ou de cames permettant de démultiplier la force. Il a un ensemble de stabilisations et un viseurs, comme l'arc olympique.

## Son histoire
Le premier championnat de France de tir à l'arc en intérieur est organisé le 25 mars 1973, à Grenoble. Son déroulement est différents du championnat actuel. Une première partie se fait sur blason de 60 cm, à 25 mètres. La deuxième partie se déroule à 18 mètres sur blason de 40 cm. Les archers participants sont sélectionnés par la FFTA selon leurs meilleurs scores en salle.

## Les dates des championnats
| Dates | Championnats Jeunes  | Championnats Adultes |
| ----- | -------------------- | -------------------- |
| 2008  | BRUNSTATT-MULHOUSE   | BRUNSTATT-MULHOUSE   |
| 2009  | LONS LE SAUNIER      | LONS LE SAUNIER      |
| 2010  | MARSEILLE            | MARSEILLE            |
| 2011  | REIMS                | REIMS                |
| 2012  | CHARTRES             | CHARTRES             |
| 2013  | VITTEL               | VITTEL               |
| 2014  | BOE                  | VITTEL               |
| 2015  | VITTEL               | VITTEL               |
| 2016  | LESCAR               | VITTEL               |
| 2017  | NIMES                | VITTEL               |
| 2018  | VITTEL               | MULHOUSE             |
| 2019  | MOUILLERON LE CAPTIF | VITTEL               |
| 2020  | VITTEL               | VITTEL               |
| 2021  | ANNULE               | ANNULE               |
| 2022  | CHOLET               | VITTEL               |
| 2023  | MOUILLEORN LE CAPTIF | GRENOBLE             |